# اچ‌ام‌اس نمسیس (۱۷۸۰)
اچ‌ام‌اس نمسیس (۱۷۸۰) (به انگلیسی: HMS Nemesis (1780)) یک کشتی بود که طول آن ۱۲۰ فوت ۷ اینچ (۳۶٫۷۵ متر) بود. این کشتی در سال ۱۷۸۰ ساخته شد.